# The Pano
The Pano est un gratte-ciel de 220 mètres construit en 2010 à Bangkok en Thaïlande. 